# Husiatyn (hromada)
Husiatyn (ukr. Гусятинська селищна громада) – hromada osiedle typu miejskiego w obwodzie tarnopolskim, w rejonie czortkowskim. Została utworzona 15 lipca 2015 r.
Hromada składa się z osiedla typu miejskiego Husiatyn i 16 wsi: Bednarówka, Bosyry, Horodnica, Kociubińczyki, Krzyweńkie, Liczkowce, Olchowczyk, Postołówka, Samołuskowce, Sidorów, Siekierzyńce, Suchodół, Szydłowce, Trybuchowce, Wasylków, Zielona.